# Vegas Altas
Vegas Altas ou Las Vegas Altas é uma comarca da Espanha, situado no norte da província de Badajoz, comunidade autónoma da Estremadura. Tem 1 793,6 km² de área e em 2021 tinha 90 346 habitantes.
Alguns dos municipios da comarca fazem parte da Mancomunidade de La Serena-Vegas Altas, a qual, como a comarca, tem o seu centro administrativo da comarca é o núcleo urbano formado por Don Benito e Villanueva de la Serena. A população somada destes dois município ultrapassa os 60 000 habitantes, constituindo praticamente 70% da população total da comarca.
A comarca deve o seu nome às veigas (ou várzeas, vegas em castelhano) ditas "altas" do rio Guadiana. É uma região que vive principalmente da agricultura, sendo os principais produtos produzidos o tomate, o arroz e, em menor quantidade, azeitona e pêssego.

## Localização
| Comarcas limítrofes das Vegas Altas   |                             |                       |
| Las Villuercas (província de Cáceres) | Trujillo (prov. de Cáceres) | Trujillo e La Siberia |
| Tierra de Mérida - Vegas Bajas        |                             | La Siberia            |
| Tierra de Mérida - Vegas Bajas        | La Serena                   | La Serena             |

A água do rio Guadiana, através de uma importante infraestrutura de canais de iirigação e açudes, é o recurso natural sobre o qual se alicerçou toda a riqueza agrícola da zona. O potencial econômico de Don Benito junto com o de Villanueva de la Serena, centros comercias de grande importância para Estremadura, unido a um setor agrícola de ponta e uma posição geográfica privilegiada, fazem das Vegas Altas do Guadiana uma das comarcas com maior dinamismo da região.
A comarca possui várias estradas que unem suas diferentes localidades, sendo a principal delas a N-430, que passa pela comarca em direção a Cidade Real indo até Valência, sendo a principal ligação entre a Estremadura e a Comunidade Valenciana. A comarca também possui uma ligação rápida com a N-430, que une Lisboa a Madrid.

## História
Foi uma região dominada pelos romanos através da cidade de Medellín, fundada no século I a.C. Existem diversos restos desta época, que demonstram a vitalidade romana da zona: restos de uma ponte romana, que mais tarde seria substituída por uma medieval, restos do fórum ainda sendo desenterrados ao lado do Castelo, onde também estão sendo desenterrados os restos de um anfiteatro. Nas demais cidades da comarca se pode ver normalmente monumentos da idade média, principalmente igrejas.
Ao longo dos séculos a comarca viu diversos acontecimentos como a campanha de Napoleão Bonaparte em direção a Portugal (tendo acontecido uma batalha na região, entre Don Benito e Medellín) e combates durante a Guerra Civil Espanhola.
Sua designação como comarca teve origem na transformação do território originalmente zona de vegetação mais ou menos densa em zona de cultivos baixo as diretrizes do denominado Plan Badajoz, desenvolvido pelo governo nacional em meados do século XX, com mais de quarenta mil hectares transformadas.
Junto com a transformação agrária, se produziu uma colonização e repovoamento em torno às novas terras de irrigado, resultando na criação de 17 novos núcleos urbanos.

## Municípios da comarca
| Município               | Área (km²) | População (2021) | Densidade (hab./km²) |
| ----------------------- | ---------- | ---------------- | -------------------- |
| Acedera                 | 82,5       | 820              | 9,9                  |
| Cristina                | 16,0       | 551              | 34,4                 |
| Don Benito              | 561,6      | 37 275           | 66,4                 |
| Guareña                 | 238,0      | 6 812            | 28,6                 |
| La Haba                 | 87,0       | 1 206            | 13,9                 |
| Manchita                | 38,2       | 769              | 20,1                 |
| Medellín                | 64,8       | 2 247            | 34,7                 |
| Mengabril               | 44,0       | 489              | 11,1                 |
| Navalvillar de Pela     | 248,0      | 4 392            | 17,7                 |
| Orellana de la Sierra   | 17,0       | 255              | 15                   |
| Orellana la Vieja       | 37,0       | 2 627            | 71                   |
| Rena                    | 11,0       | 607              | 55,2                 |
| Santa Amalia            | 74,0       | 3 957            | 53,5                 |
| Valdetorres             | 40,0       | 1 170            | 29,3                 |
| Villanueva de la Serena | 152,2      | 25 837           | 169,8                |
| Villar de Rena          | 82,3       | 1 332            | 16,2                 |

Os municípios de Don Benito, La Haba, Navalvillar de Pela, Orellana la Vieja, Rena, Villanueva de la Serena e Villar de Rena fazem parte da Mancomunidade de La Serena-Vegas Altas.